# Isla Magdalena (Baja California Sur)
La Isla Magdalena es una isla alargada del Océano Pacífico de la costa del estado mexicano de Baja California Sur, al oeste de Ciudad Constitución. Su superficie es de 314 km².
Está compuesta totalmente de arena y su máxima elevación son dunas de pocos metros de altura.